# Skala (Laconia)
Skala (in greco Σκάλα?) è un ex comune della Grecia nella periferia del Peloponneso di 5.902 abitanti secondo i dati del censimento 2001.
È stato soppresso a seguito della riforma amministrativa detta Programma Callicrate in vigore dal gennaio 2011 ed è ora compreso nel comune di Evrotas.